# 김창대
김창대(한국 한자: 金昌大, 1992년 11월 2일 ~ )는 대한민국의 축구 선수이며, 포지션은 공격수이다.